# (33279) 1998 HA120
1998 HA120 (asteroide 33279) é um asteroide da cintura principal. Possui uma excentricidade de 0.12454000 e uma inclinação de 12.22023º.
Este asteroide foi descoberto no dia 23 de abril de 1998 por LINEAR em Socorro.